# Mandria (Bezirk Limassol)
Mandria (griechisch Μανδριά), auch Mantria (griechisch Μαντριά) ist eine Gemeinde im Bezirk Limassol in der Republik Zypern. Bei der Volkszählung im Jahr 2021 hatte sie 117 Einwohner.

## Lage und Umgebung

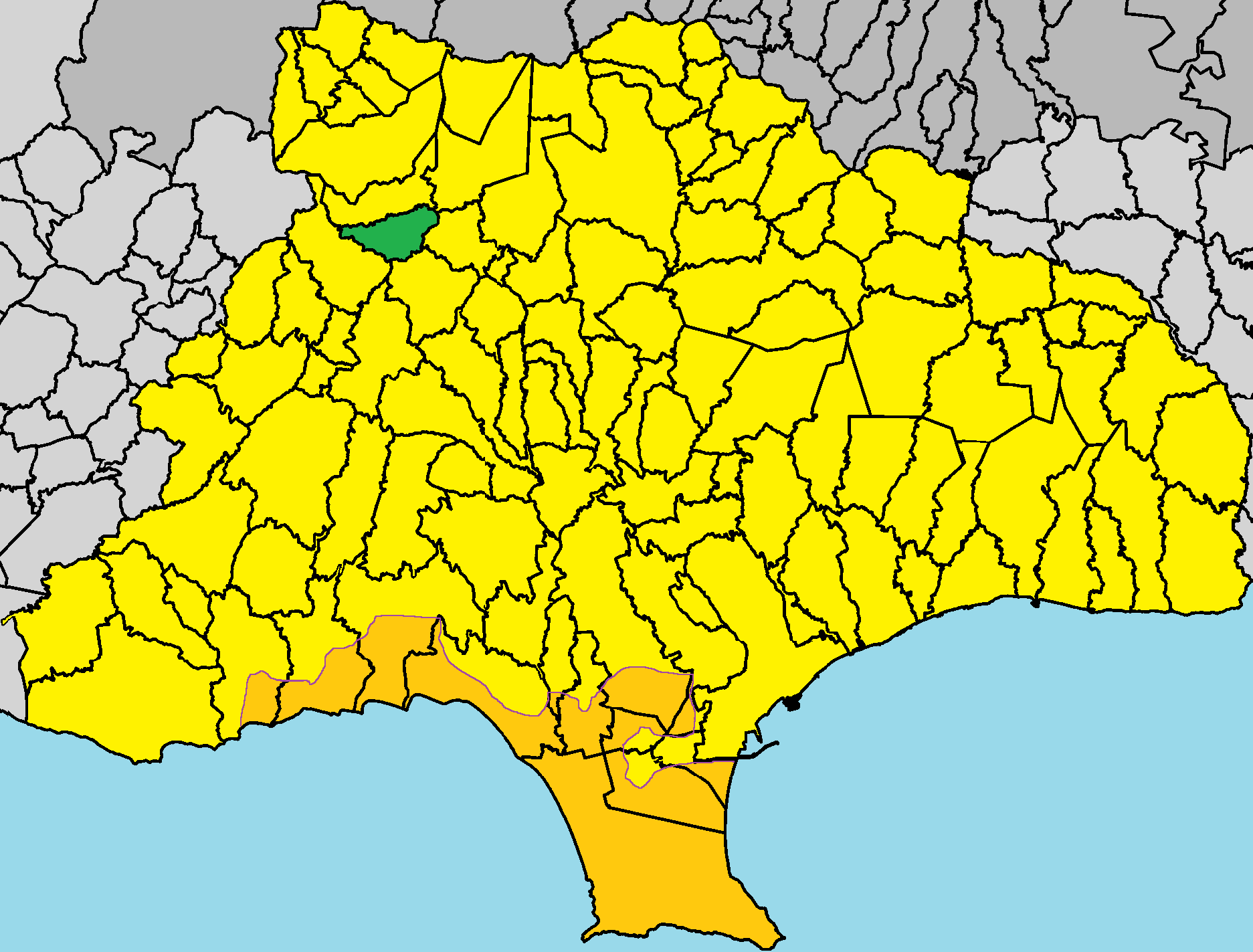
Lage im Bezirk Limassol

Mandria liegt auf der Mittelmeerinsel Zypern auf einer Höhe von etwa 820 Metern, etwa 35 Kilometer nordwestlich von Limassol. Durch das Dorf fließt der Fluss Ha Potami. Das etwa 6,3 Quadratkilometer große Dorf grenzt im Westen an Omodos, im Norden an Kato Platres, im Nordosten an Pano Platres, im Osten an Pera Pedi und im Süden an Kilani. Das Dorf kann über die Straßen E601 und E802 erreicht werden.
Das Ackerland des Dorfes umfasst Weinreben, Apfelbäume, Birnenbäume, Kirschen, Pflaumen, Quitten, Oliven, Johannisbrot- und Mandelbäume. Die natürliche Vegetation umfasst Erlen, Platanen, Pappeln, Farne und Efeu.

## Geschichte
Ursprünglich war das Dorf eine kleine Hirtensiedlung. Weil es eine Siedlung mit nur kleinen Ställen (Pferch) war, wurde sie Madria genannt, was einen Ort mit Ställen bedeutet. Während der türkischen Herrschaft entwickelte sich die Siedlung durch die Ansiedlung von Bewohnern einer großen, nahe gelegenen Siedlung, Mylavris, die aufgegeben wurde.

### Bevölkerungsentwicklung
| Jahr      | 1881 | 1891 | 1901 | 1911 | 1921 | 1931 | 1946 | 1960 | 1976 | 1982 | 1992 | 2001 | 2011 | 2021 |
| Einwohner | 282  | 339  | 328  | 446  | 418  | 409  | 323  | 272  | 230  | 158  | 107  | 75   | 107  | 117  |